# マイク・ラベロ
マイケル・グレゴリー・ラベロ（Michael Gregory Rabelo, 1980年1月17日 - ）は、アメリカ合衆国フロリダ州パスコ郡ニューポートリッチー出身の元プロ野球選手（捕手）、野球指導者。右投両打。2022年からはMLBのピッツバーグ・パイレーツの三塁ベースコーチ兼フィールドコーディネイターを務めている。

## 経歴

### プロ入り前
1998年のMLBドラフト13巡目（全体385位）でボストン・レッドソックスから指名されるが、契約せずにタンパ大学へ進学した。

### 現役時代
2001年のMLBドラフト 4巡目（全体117位）でデトロイト・タイガースから指名され、プロ入り。
2006年のシーズン終了間際だった9月23日にメジャーデビュー。翌2007年のスプリングトレーニングでは、レギュラーのイバン・ロドリゲスと控えのバンス・ウィルソンに次ぐ3番手捕手という位置づけだったが、ウィルソンが肘の故障により手術を行ったため、ラベロが控え捕手として開幕メジャー入りすることになった。この年は51試合に出場している。

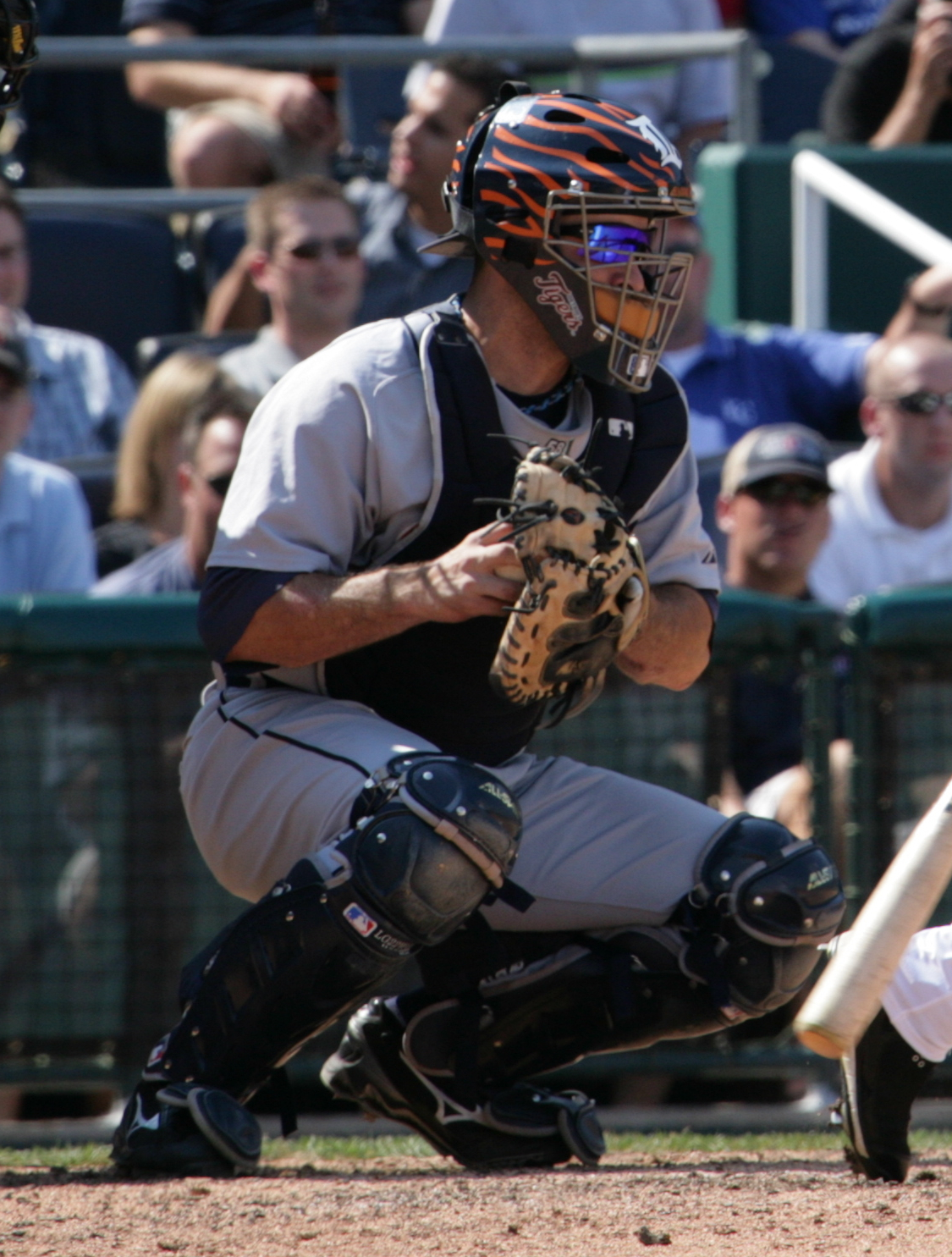
デトロイト・タイガースでの現役時代
(2007年)

シーズン終了後の12月、ラベロはトレードでフロリダ・マーリンズへ移籍した。このトレードは、マーリンズの中心打者ミゲル・カブレラとエースのドントレル・ウィリスがタイガースへ移籍し、タイガースからはラベロを含む若手6選手（他の5選手はアンドリュー・ミラー、キャメロン・メイビン、エウロ・デラクルーズ、バーク・ベイデンホップ、ダラス・トラハーン）がマーリンズへ移るという、計8選手が移籍した大型トレードとなった。2008年のスプリングトレーニングではマット・トレーナーと正捕手の座を争い、プレシーズン・ゲームで左膝を痛めたために開幕こそ故障者リストで迎えたが、4月11日に復帰。この年は34試合に出場したが、これが最後のメジャーでのシーズンとなった。
タイガース傘下AAA級トレド・マッドヘンズでプレーした2010年を最後に現役を引退した。

### 引退後
引退後はタイガース傘下のマイナーで打撃コーチや監督を務めた。
2020年はピッツバーグ・パイレーツの打撃コーチ補佐を務めた。2021年からはフィールドコーディネイターに転任し、2022年からは三塁ベースコーチを兼務する。

## 詳細情報

### 年度別打撃成績
| 年 度    | 球 団    | 試 合 | 打 席 | 打 数 | 得 点 | 安 打 | 二 塁 打 | 三 塁 打 | 本 塁 打 | 塁 打 | 打 点 | 盗 塁 | 盗 塁 死 | 犠 打 | 犠 飛 | 四 球 | 敬 遠 | 死 球 | 三 振 | 併 殺 打 | 打 率 | 出 塁 率 | 長 打 率 | O P S |
| -------- | -------- | ----- | ----- | ----- | ----- | ----- | -------- | -------- | -------- | ----- | ----- | ----- | -------- | ----- | ----- | ----- | ----- | ----- | ----- | -------- | ----- | -------- | -------- | ----- |
| 2006     | DET      | 1     | 1     | 1     | 0     | 0     | 0        | 0        | 0        | 0     | 0     | 0     | 0        | 0     | 0     | 0     | 0     | 0     | 1     | 0        | .000  | .000     | .000     | .000  |
| 2007     | DET      | 51    | 185   | 168   | 14    | 43    | 10       | 2        | 1        | 60    | 18    | 0     | 0        | 5     | 1     | 6     | 0     | 5     | 41    | 4        | .256  | .300     | .357     | .657  |
| 2008     | FLA      | 34    | 122   | 109   | 9     | 22    | 1        | 0        | 3        | 32    | 10    | 0     | 1        | 1     | 3     | 8     | 0     | 1     | 25    | 1        | .202  | .256     | .294     | .550  |
| MLB：3年 | MLB：3年 | 86    | 308   | 278   | 23    | 65    | 11       | 2        | 4        | 92    | 28    | 0     | 1        | 6     | 4     | 14    | 0     | 6     | 67    | 5        | .234  | .281     | .331     | .612  |

### 背番号
- 58（2006年 - 2008年）
- 85（2020年 - ）